# Puteran (Cikalong Wetan)
Puteran is een bestuurslaag in het regentschap Bandung Barat van de provincie West-Java, Indonesië. Puteran telt 7432 inwoners (volkstelling 2010).